# Libération
Libération (også kendt som Libé) er et fransk dagblad, der udkommer i et oplag på 140.000.
Avisen blev grundlagt i Paris i 1973 af Jean-Paul Sartre og Pierre Victor efter protestbevægelserne i Majrevolten 1968. Avisens politiske grundholdning er centrum-venstre. [kilde mangler] Oprindeligt var den venstreorienteret. [kilde mangler] Libération var den første franske avis, der fik en netavis.